# Lie-Integrator
Als Lie-Integrator bezeichnet man ein Computerprogramm, welches mittels numerischer Integration ein System von Differentialgleichungen löst. Die Methode, welche zur numerischen Integration verwendet wird, ist die Lie-Integration und gibt somit dem Programm seinen Namen. Lie-Integratoren werden unter anderem in der Himmelsmechanik zur Berechnung des Laufes von Planeten verwendet.

## Grundlagen
Die wichtigste Voraussetzung für einen effektiven Lie-Integrator ist es, eine Rekursion zu finden, mit welcher man die Terme einer der für die Integration nötigen Lie-Reihen schnell aus nur wenigen vorgegebenen Parametern berechnen kann. Hierzu darf das System von Differentialgleichungen auf das die Methode angewandt wird nicht zu kompliziert sein. Weiters muss das zu betrachtende Problem eine Möglichkeit bieten, die geforderte Genauigkeit aus den jeweils aktuellen Anfangsbedingungen zu ermitteln, um so die flexible Schrittweite des Lie-Integrators ausnützen zu können.

## Anwendung in der Himmelsmechanik
Der erste Lie-Integrator, welcher in der Himmelsmechanik und in der Raumfahrt verwendet wurde, ist bereits 1959 von Wolfgang Gröbner und Ferdinand Cap in beschrieben. Es eignet sich besser als die bisherigen Integrationsmethoden. 1983 wurde die Methode von A. Hanslmeier und R. Dvorak in der Programmiersprache Fortran für ein N-Körper-Problem, welches nur numerisch lösbar ist, ausgelegt.

## Vorteile von Lie-Integratoren
Im Gegensatz zu vielen anderen numerischen Integratoren können Lie-Integratoren die Schrittweite während der Laufzeit ändern. Dies erlaubt es, die Genauigkeit flexibel an die jeweilige Situation (in der Himmelsmechanik: Anordnung von Planeten und der Abstand zueinander) anzupassen. Dabei braucht die Genauigkeit nicht auf die schlechtest mögliche Situation eingestellt zu werden, sondern sie passt sich den jeweiligen Anforderungen an. Somit erhöht sich die Rechengeschwindigkeit von Lie-Integratoren, da sie immer nur so genau (=langsam) wie gerade nötig arbeiten. Dies ermöglicht trotzdem eine sehr hohe Genauigkeit, da bei genügend weit entwickelter Lie-Reihe nur extrem geringe Rundungsfehler auftreten.